# Túnel del Toyo
El Túnel Guillermo Gaviria Echeverri es una obra de infraestructura vial ubicada en el departamento de Antioquia, Colombia. El proyecto está articulado con las Autopistas 4G, específicamente a las Vías Mar 1 y Mar 2 localizadas al occidente de Antioquia. Este busca conectar las ciudades y centros de producción del interior del país con el mar de Urabá y los puertos que se están construyendo en esta región.
Al finalizar la construcción del túnel principal, éste sería el más largo del continente americano superando al Túnel de la Línea (8580 m) y al Túnel de Oriente (8200 m), también ubicados en Colombia.

## Etapa de construcción
Este proyecto está integrado por 17 túneles, 30 puentes y más de 16,7 km en vías nuevas, comenzó su etapa constructiva el 26 de enero de 2018. El proyecto debe su nombre al Túnel 17 (Túnel Guillermo Gaviria Echeverri), que por su ubicación, características y longitud de 9,84 km, le da nombre a toda la obra.
En la mañana del viernes 6 de octubre de 2023, a 900 metros de profundidad desde el Alto del Toyo, en el occidente de Antioquia, se realizó la última voladura en la excavación del Túnel Guillermo Gaviria Echeverri (GGE), logrando de esta manera el cale de los 9.840 m que componen a partir de este día el túnel más largo de Colombia y América.

## Tramos
La obra está conformada por dos tramos. El primero de ellos (Tramo 1) se ubica entre los municipios de Cañasgordas y Giraldo (Antioquia), y está compuesto por 17 puentes, 7 túneles y 4,3 km de vías nuevas. Su ejecución está a cargo de la Gobernación de Antioquia. En este se encuentra localizado el Túnel Guillermo Gaviria Echeverri.
El segundo de ellos (Tramo 2) comprende 13 puentes, 10 túneles y 12,4 km de vías nuevas que se construirán entre las poblaciones de Giraldo y Santa Fe de Antioquia. El Instituto Nacional de Vías (INVIAS) será el encargado de licitar el contrato y ejecutar las obras.